# Puerto Arturo, Quintana Roo
Puerto Arturo är en ort i Mexiko.   Den ligger i kommunen José María Morelos och delstaten Quintana Roo, i den östra delen av landet, 1 100 km öster om huvudstaden Mexico City. Puerto Arturo ligger 80 meter över havet och antalet invånare är 606.
Terrängen runt Puerto Arturo är platt. Runt Puerto Arturo är det mycket glesbefolkat, med 5 invånare per kvadratkilometer. Närmaste större samhälle är Candelaria, 14,2 km nordost om Puerto Arturo. I omgivningarna runt Puerto Arturo växer i huvudsak städsegrön lövskog.